# Немецкий национальный район
Неме́цкий национа́льный райо́н (нем. Nationalkreis Halbstadt) — административно-территориальное образование (сельский район) и муниципальное образование (муниципальный район) в  Алтайском крае России.
Административный центр — село Гальбштадт, расположенное в 430 км к западу от Барнаула.

## География
Расположен в северо-западной части края.
Климат умеренный. Средняя температура января −19 °C, июля — +22,2 °C. Годовое количество атмосферных осадков — 220-240 мм. Рек и озёр на территории района нет. Почвы — каштановые, светло-каштановые, лёгкие. Растут берёза, тополь, клён, травы — злаковые, ковыль, полынь. Рельеф — равнинный (Кулундинская степь). Общая площадь земель в границах района составляет 143175 га (1432 км²), из них 134329 га сельскохозяйственных угодий, в том числе пашни 124314 га. Особенностью района является большая распаханность территории (86,6 %), практическое отсутствие естественных сенокосов и пастбищ.

## История
В начале 1907 года в меннонитской колонии Тиге Заградовской волости Херсонского уезда Херсонской губернии состоялся волостной сход граждан, на котором была избрана комиссия из трёх ходоков, которая представляла 180 семей общим числом 882 человека, желающих переселиться в Сибирь. Один из них, Я. А. Реймер, встретился с председателем Совета министров Российской империи П. А. Столыпиным и обсудил с ним вопросы переселения немцев-меннонитов в Сибирь и на Амур. Столыпин сказал Я. Реймеру, что император Николай II желал бы увидеть на своих кабинетских землях образцовых земледельцев и готов 500 тысяч десятин земли отдать переселенцам безвозмездно. В итоге для новых немецких поселений в Кулундинской степи было выделено 60 тысяч десятин земли. Переселение прошло в 1908—1910 годах.
Национальный Немецкий район был образован постановлением ВЦИК от 4 июля 1927 года в составе сельских советов: Степного, Гришковского, Хортицкого, Жёлтенского, Кусакского, Шумановского (из Славгородского района), Подсосновского, Евстафьевского, Камышинского, Мартьяновского (из Н.-Алексеевского района), Н.-Романовского, Подснежного, Петровского, Орловского, Честовского, Дворского, Никольского и Маленького (из Знаменского района), с центром в селе Гальбштадт
(официальное наименование села с 1920 года по 21 сентября 1949 года было Гольбштадт). Указом Президиума Верховного Совета РСФСР от 5 ноября 1938 года Немецкий район был ликвидирован, а его территория была распределена между Знаменским и Славгородским районами. Немецкий национальный район был восстановлен Указом Президиума Верховного Совета РСФСР от 1 июля 1991 года.
Восстановление района наряду с Азовским немецким национальным районом в Омской области являлось выходом из сложившейся к началу 1990-х годов ситуации, когда шанс восстановления республики в Поволжье был упущен, а эмиграция российских немцев с каждым годом увеличивалась. Создание национально-территориальных образований в местах компактного проживания немецкого населения позволило бы сконцентрировать средства и усилия для конкретного и быстрого решения проблем сохранения российских немцев как этноса.

## Население
| 1996    | 1997    | 1998    | 1999    | 2000    | 2001    | 2002    | 2003    | 2004    | 2005    | 2006    | 2007    |
| ------- | ------- | ------- | ------- | ------- | ------- | ------- | ------- | ------- | ------- | ------- | ------- |
| 20 900  | ↗21 600 | ↗22 000 | ↘21 900 | ↘21 700 | ↘21 400 | ↘20 700 | ↘20 475 | ↘20 108 | ↘20 072 | ↘20 052 | ↘19 910 |
| 2008    | 2009    | 2010    | 2011    | 2012    | 2013    | 2014    | 2015    | 2016    | 2017    | 2018    | 2019    |
| ↘19 839 | ↘19 468 | ↘17 668 | ↘17 637 | ↘17 466 | ↘17 281 | ↘16 923 | ↘16 656 | ↘16 427 | ↘16 366 | ↘16 134 | ↘16 033 |
| 2020    | 2021    |         |         |         |         |         |         |         |         |         |         |
| ↘15 847 | ↘15 144 |         |         |         |         |         |         |         |         |         |         |

### Национальный состав[21]
Проживают: русские — 74,17 %, немцы — 18,69 % и другие.
| национальность        | мужчин | женщин | всего  | %     |
| --------------------- | ------ | ------ | ------ | ----- |
| русские               | 5 217  | 6 016  | 11 233 | 74.17 |
| немцы                 | 1 455  | 1 376  | 2 831  | 18.69 |
| украинцы              | 110    | 164    | 274    | 1.81  |
| татары                | 28     | 26     | 54     | 0,36  |
| белорусы              | 18     | 18     | 36     | 0,24  |
| армяне                | 25     | 22     | 47     | 0,31  |
| казахи                | 38     | 27     | 65     | 0,43  |
| болгары               | 7      | 6      | 13     | 0,09  |
| азербайджанцы         | 2      | 1      | 3      | 0,02  |
| алтайцы               | 1      | 5      | 6      | 0,04  |
| арабы                 | 3      | 1      | 4      | 0,03  |
| балкарцы              | 1      | 0      | 1      | 0,01  |
| башкиры               | 1      | 0      | 1      | 0,01  |
| венгры                | 1      | 0      | 1      | 0,01  |
| гагаузы               | 1      | 0      | 1      | 0,01  |
| греки                 | 2      | 2      | 4      | 0,03  |
| грузины               | 1      | 0      | 1      | 0,01  |
| дунгане               | 28     | 31     | 59     | 0,39  |
| кабардинцы            | 1      | 0      | 1      | 0,01  |
| киргизы               | 1      | 1      | 2      | 0,01  |
| коми                  | 1      | 0      | 1      | 0,01  |
| коми-пермяки          | 2      | 0      | 2      | 0,01  |
| корейцы               | 2      | 4      | 6      | 0,04  |
| курды                 | 7      | 2      | 9      | 0,06  |
| латыши                | 0      | 1      | 1      | 0,01  |
| литовцы               | 3      | 2      | 5      | 0,03  |
| марийцы               | 2      | 2      | 4      | 0,03  |
| молдаване             | 4      | 8      | 12     | 0,08  |
| мордва                | 6      | 2      | 8      | 0,05  |
| ненцы                 | 1      | 0      | 1      | 0,01  |
| осетины               | 1      | 0      | 1      | 0,01  |
| поляки                | 7      | 5      | 12     | 0,08  |
| таджики               | 5      | 5      | 10     | 0,07  |
| турки                 | 3      | 0      | 3      | 0,02  |
| узбеки                | 8      | 7      | 15     | 0,1   |
| уйгуры                | 1      | 2      | 3      | 0,02  |
| хакасы                | 2      | 0      | 2      | 0,01  |
| чеченцы               | 6      | 0      | 6      | 0,04  |
| чуваши                | 1      | 0      | 1      | 0,01  |
| шорцы                 | 2      | 1      | 3      | 0,02  |
| эстонцы               | 0      | 1      | 1      | 0,01  |
| якуты                 | 1      | 0      | 1      | 0,01  |
| Другие национальности | 9      | 10     | 19     | 0,13  |
| Нет национальности    | 35     | 25     | 60     | 0,4   |
| Не указана            | 165    | 156    | 321    | 2,12  |
| итого:                | 7 202  | 7 942  | 15 144 | 100   |

## Административно-муниципальное устройство
Немецкий национальный район с точки зрения административно-территориального устройства края включает 12 административно-территориальных образований — 12 сельсоветов.
Немецкий национальный как муниципальный район в рамках муниципального устройства включает 12 муниципальных образований со статусом сельских поселений:
| №  | Сельское поселение        | Административный центр | Количество населённых пунктов | Население (чел.) | Площадь (км²) |
| -- | ------------------------- | ---------------------- | ----------------------------- | ---------------- | ------------- |
| 1  | Гальбштадтский сельсовет  | село Гальбштадт        | 1                             | ↘1672            | 16,73         |
| 2  | Гришковский сельсовет     | село Гришковка         | 1                             | ↘1256            | 131,12        |
| 3  | Дегтярский сельсовет      | село Дегтярка          | 1                             | ↘1230            | 185,39        |
| 4  | Камышинский сельсовет     | село Камыши            | 1                             | ↘550             | 54,90         |
| 5  | Кусакский сельсовет       | село Кусак             | 2                             | ↘1584            | 171,18        |
| 6  | Николаевский сельсовет    | село Николаевка        | 1                             | ↘1039            | 111,03        |
| 7  | Орловский сельсовет       | село Орлово            | 4                             | ↘1623            | 164,92        |
| 8  | Подсосновский сельсовет   | село Подсосново        | 1                             | ↘1960            | 144,64        |
| 9  | Полевской сельсовет       | село Полевое           | 1                             | ↘1178            | 103,60        |
| 10 | Протасовский сельсовет    | село Протасово         | 1                             | ↘1108            | 138,16        |
| 11 | Редкодубравский сельсовет | село Редкая Дубрава    | 1                             | ↘1257            | 105,52        |
| 12 | Шумановский сельсовет     | село Шумановка         | 1                             | ↘1190            | 104,56        |

### Населённые пункты
В Немецком национальном районе 16 населённых пунктов:
| №  | Населённый пункт | Тип     | Население | Сельское поселение        |
| -- | ---------------- | ------- | --------- | ------------------------- |
| 1  | Александровка    | село    | ↘215      | Орловский сельсовет       |
| 2  | Гальбштадт       | село    | ↘1672     | Гальбштадтский сельсовет  |
| 3  | Гришковка        | село    | ↘1256     | Гришковский сельсовет     |
| 4  | Дворское         | село    | ↗149      | Орловский сельсовет       |
| 5  | Дегтярка         | село    | ↘1230     | Дегтярский сельсовет      |
| 6  | Камыши           | село    | ↘550      | Камышинский сельсовет     |
| 7  | Красноармейский  | посёлок | ↘224      | Кусакский сельсовет       |
| 8  | Кусак            | село    | ↘1538     | Кусакский сельсовет       |
| 9  | Лесное           | село    | ↘125      | Орловский сельсовет       |
| 10 | Николаевка       | село    | ↘1039     | Николаевский сельсовет    |
| 11 | Орлово           | село    | ↗1439     | Орловский сельсовет       |
| 12 | Подсосново       | село    | ↘1960     | Подсосновский сельсовет   |
| 13 | Полевое          | село    | ↘1178     | Полевской сельсовет       |
| 14 | Протасово        | село    | ↘1108     | Протасовский сельсовет    |
| 15 | Редкая Дубрава   | село    | ↘1257     | Редкодубравский сельсовет |
| 16 | Шумановка        | село    | ↘1190     | Шумановский сельсовет     |

### Упразднённые населённые пункты
- Анновка
- Антоновка
- Белгородка
- Волчий Ракит
- Высокая Грива
- Дягилевка
- Евстафиевка
- Жёлтенькое
- Казанка
- Каратал
- Колчановка
- Константиновка
- Красное
- Красный Дол
- Кругленькое
- Луговое
- Маленькое
- Малышевка
- Мариенфельд
- Марковка
- Марьяновка
- Мирное
- Никольское
- Новенькое
- Новоромановка
- Ольгино
- Отрадное
- Петровка
- Подснежное
- Преображенка
- Ровнополь
- Романовка
- Самсоновка
- Синеозёрное
- Степное
- Угловое
- Хортица
- Черновка
- Черноштанка
- Чертеж
- Чистое
- Ясное

## Экономика
Значительную помощь в развитии экономики и социальной сферы района оказывает Федеративная Республика Германия. Так, в период с 1991 по 2006 год в районе за счёт средств Германии, федерального бюджета и собственных средств хозяйств района построено 168 квартир (1-, 2-, 6- и 9-квартирные жилые дома) общей площадью 17400 м². В селе Гальбштадт при поддержке германской стороны сооружены современный мощный мясоперерабатывающий комбинат и мельница, производительностью 80 тонн в смену, в селе Гришковка построен комбинат молочной переработки.
Сегодня основное направление экономики — сельское хозяйство. Развито производство зерна, подсолнечника, мяса, молока. Район — зона рискованного земледелия. Развито производство кормов и овощей на поливе. На территории района находятся маслобойни для переработки семян подсолнечника, мельницы, 3 сыроварни, мясокомбинаты, цеха колбасные, пивзавод.

## Транспорт
По территории района проходит автомобильная трасса «Павлодар — Томск» (включая участок «Славгород — Камень-на-Оби»).

## Средства массовой информации
В районе с момента его восстановления издаётся газета «Neue Zeit / Новое время». До 1997 года редакция газеты располагалась в Славгороде. Газета была зарегистрирована как билингвальная и выходит на двух языках — русском и немецком.